# Rhinoptilus
Rhinoptilus és un gènere d'ocells de la família dels glareòlids (Glareolidae). Aquests corredors es distribueixen per Àfrica i Àsia meridional.

## Taxonomia
Segons la classificació del Congrés Ornitològic Internacional (versió 13.2, 2023) aquest gènere està format per 4 espècies:
- Rhinoptilus africanus – Corredor de dues bandes.
- Rhinoptilus cinctus – Corredor de tres bandes.
- Rhinoptilus chalcopterus - Corredor d'ales bronzades.
- Rhinoptilus bitorquatus - Corredor de Jerdon.